# Tammaritu II
Tammaritu II va ser rei d'Elam. Era fill de Tammaritu I i va succeir en el tron a Humbannikaix II.
Després d'un atac contra l'Imperi Assiri per part del rei d'Elam Humbannikaix II l'any 652 aC, que va fracassar totalment, Tammaritu I va pujar al tron per un cop d'estat. Va continuar la política d'Humbannikaix II de donar suport al rei de Babilònia Xamaix-xuma-ukin, contra el rei assiri Assurbanipal. En una batalla, un dels seus generals, Indabibi, va canviar de bàndol i Tammaritu va escapar a Nínive el 650 o el 649. Així va començar el breu govern d'Indabibi sobre Elam.
El 648, Indabibi va ser assassinat i Humban-haltaix III el va substituir. Els assiris van tornar a envair Elam i van instal·lar Tammaritu II com a rei d'Elam probablement el 647 aC. El rei d'Assíria va deposar i va exiliar Tammaritu quan es va queixar pel saqueig assiri d'Elam.